# Andrés Caicedo
Luis Andrés Caicedo Estela (Cáli, 29 de setembro de 1951 – Cáli, 4 de março de 1977) foi um escritor colombiano.
Apesar de sua morte prematura, sua obra é considerada como uma das mais originais da literatura colombiana. Caicedo liderou diferentes movimentos culturais na cidade vallecaucana como o grupo literário os Dialogantes, o Cineclub de Cali e a revista Ojo al Cine. Em 1970 ganhou o I Concurso Literario de Cuento de Caracas com sua obra "Los dientes de caperucita", o que lhe abriria as portas a um reconhecimento intelectual. Em sua obra Viva a Música! afirmava que viver mais de 25 anos era uma vergonha, o que é visto por muito como a razão principal de seu suicídio, quando tinha somente 25 anos de idade e havia recebido uma cópia do livro editado por uma editora argentina.
A relevância da obra de Caicedo refere-se à abordagem que faz sobre a sociedade urbana e seus problemas sociais, principalmente com questões contemporâneas. Ao contrário da escola literária do realismo mágico, a obra de Caicedo se inspira completamente na realidade social, o que faz que alguns estudiosos o valorizem como alternativa na América Latina a figuras proeminentes como a de Gabriel García Márquez. Especialmente o jornalista, escritor e cineasta chileno Alberto Fuguet segue a obra de Caicedo, a qual chama " o primeiro inimigo de Macondo". A pesar de su fama en Colombia, Caicedo es poco conocido en América Latina, seguramente devido a sua morte prematura. Sem dúvida, a permanente organização de sua produção literária e a influência que tem em novas gerações de escritores como Rafael Chaparro, Efraím Medina, Octavio Escobar e Ricardo Abdahllah, fazem que cada vez mais se atribua grande valor ao aporte literário do escritor com cara de estrela pop, como se refere o chileno Alberto Fuguet.

## Biografia

### Primeiros anos
Filho de Carlos Alberto Caicedo e Nellie Estela, Andrés foi o caçula das quatro crianças do casal, o único menino. Em 1958, nasceu seu irmão Francisco José, que morreu três anos depois. Na época, Andrés estudava no Colegio del Pilar, instituição a qual ingressou após sua passagem pelo Colegio Pío XII: "um grande estabelecimento de franciscanos”, comentaria alguns anos mais tarde. A raiz de seu mal comportamento na escola – o mesmo Caicedo cuenta que mentia desaforadamente a seus amigos, inventando uma fama e fortuna que não tinha, o que lhe trouxe vários problemas - é transferido em 1964 a outra instituição educativa, o Colégio Calasanz, na cidade de Medellín; nesse mesmo ano escreveria seu primeiro conto, intitulado El Silencio. Sua vida acadêmica logo que retornou a Cali seguiu igualmente turbulenta e intermitente: do Colégio Calasanz passou ao Colégio Berchmans (instituição que marcaria muito seu universo literário), de onde foi expulso, e dali ao San Luis em 1966, lugar do qual também o expulsaram por má conduta; finalmente, se formou no Colégio Camacho Perea, em 1968.

### Entre as letras, o teatro e o cinema
Juntamente com seu gosto pela literatura, Andrés mostrava um grande interesse pelo teatro e o cinema. En 1966 escreveria sua primeira obra de teatro, intitulada Las curiosas conciencias; desse mesmo ano data sua história Infección. Um ano mis tarde dirige a obra La cantante calva, de Eugène Ionesco, e escreve as peças El fin de las vacaciones, Recibiendo al nuevo alumno, El Mar, Los imbéciles también son testigos, e La piel del otro héroe; com esta última obra ganharia o Primeiro Festival de Teatro Estudiantil de Cali. Em 1968, ingressa no Departamento de Teatro da Universidad del Valle - instituição que abandonaria en 1971 -; un ano mais tarde ingressa como ator no Teatro Experimental de Cali, onde conhece Enrique Buenaventura.
1969 vem a ser o ano mais prolífico de Andrés Caicedo. Seu início no exercício da crítica cinematográfica nos jornais El País, Occidente e El Pueblo vem a coincidir con vários prêmios literários: sua história Berenice é premiada no concurso de contos da Universidad del Valle, enquanto que Los dientes de Caperucita ocupa o segundo lugar no Concurso Latinoamericano de Cuento, organizado pela revista venezuelana Imagen. Adapta e dirige outra obra de Eugène Ionesco: Las Sillas. Escreve os contos Por eso yo regreso a mi ciudad, Vacíos, Los mensajeros, Besacalles, De arriba a abajo de izquierda a derecha, El espectador, Felices amistades e Lulita, ¿que no quiere abrir la puerta?.

### O Cineclube de Cali
Seu gosto pelo cinema o leva a fundar en 1969, junto a seus amigos Ramiro Arbeláez, Hernando Guerrero, Carlos Mayolo e Luis Ospina, o Cineclube de Cali, inicialmente em uma casa ou comuna chamada Cidade Solar, de propriedade de Guerrero. O cineclube se mudou logo para a sala do TEC, em seguida para o Teatro Alameda e finalmente para o Teatro San Fernando. O Cineclube de Cali atraiu uma grande diversidade de pessoas entre estudantes, intelectuais e cinéfilos, que vinham, interpretavam e criticavam aquilo que Andrés, o diretor do cineclube, desejava que vissem.
Em 1970 adapta e dirige La noche de los asesinos, de José Triana; nesse mesmo ano escreve o conto Antígona. Um ano mais tarde escreve Patricialinda, Calibanismo, Destinitos fatales, Angelita y Miguel Ángel e El atravesado; escreve ainda os ensaios Los héroes al principio, sobre a obra de Mario Vargas Llosa La ciudad y los perros, e El Mar, acerca de la obra de Harold Pinter.
Con seu amigo Carlos Mayolo tenta produzir um filme, sem sucesso, a partir do roteiro de Angelita y Miguel Ángel, em 1972. Nesse mesmo ano escreve o roteiro Un hombre bueno es difícil de encontrar, e as histórias El pretendiente e El tiempo de la ciénaga, este último premiado no concurso nacional de contos da Universidad Externado de Colombia.

### A viagem aos Estados Unidos
Em 1973, Andrés viaja a Los Angeles e logo a Nova York com a ilusão de vender a Roger Corman quatro roteiros de longa-metragem que havía escrito, e que sua irmã havia traduzido trabalhosamente; sua empreitada teve êxito e Corman nunca chegou a ter os roteiros en suas mãos. “[…] é um ambiente muito difícil e emaranhado, e as pessoas que estão metidas em Hollywood não se animam a colaborar por medo da concorrência […]”, escreveria a sua mãe numa carta, a propósito de seu fracaso. Nos EUA, Andrés começaria a escrever aquela que é considerada pela crítica sua melhor novela ¡Que viva la música! (la única novela que logró terminar), e inicia a redação de un diário que pretendia converter em novela, intitulado Pronto: memorias de una Cinesífilis; além disso, teve a oportunidade de entrevistar o director de cinema Sergio Leone. Sua estada nos Estados Unidos foi o período de sua vida em que mais assistiu cinema.

### Últimos anos
Maternidad, conto escrito em 1974, seria considerado por ele mesmo como sua melhor obra. Nesse mesmo ano aparece o primeiro número de Ojo al cine, revista especializada que se converteria na mais importante de Colômbia. Também viaja novamente aos Estados Unidos, esta vez para asistir à Mostra Internacional de Cinema.
Um ano depois Ediciones Pirata de Calidad publica seu relato El atravesado, graças ao apoio econômico de sua mãe, conquistando certo êxito em nível local.

### O suicídio
Fiel a sua ideia de que viver mais de 25 anos é uma insensatez, Andrés tenta suicidar-se duas vezes em 1976; apesar disso escreve mais dois contos: Pronto e Noche sin fortuna, e aparecem os números 3, 4 e 5 da revista Ojo al cine. Entrega a Colcultura o manuscrito final de ¡Que viva la música!, do  qual receberia um exemplar editado em 4 de março de 1977; nesse mesmo dia ingere intencionalmente 60 pastilhas de secobarbital, ato que acaba com sua vida.
Analisando sua morte, Alberto Fuguet disse:

## Influência
O primeiro autor a retomar a linha de Caicedo foi ibaguereño Manuel Giraldo Magil em sua obra 'Conciertos del Desconcierto'. Nos anos 90, a obra Opio en las nubes, de Rafael Chaparro Madiedo, foi vista como uma versão ao extremo de várias histórias caicedianas; a influência do autor de Cali continúa em nossos dias com escritores como Octavio Escobar Giraldo, em seu livro De música lígera, Efraím Medina, que retoma o humor negro caicediano em partes de sua novela Era uma vez o amor mas tive de matá-lo, e Ricardo Abdahllah, que em seu primeiro livro de contos Noche de Quema incluiu várias histórias caicedianas adaptadas aos anos noventa. O Teatro matacandelas apresentou durante dez anos a obra 'Angelitos Empantanados', baseada no trabalho do autor.

## Obra
A maioria de seus escritos foram publicados postumamente. Graças ao trabalho editorial de alguns de seus amigos, têm vindo à tona livros que reorganizam seus contos e peças para teatro, bem como seus ensaios críticos sobre cinema. Assim mesmo, foram publicadas algumas cartas que enviou a sua mãe, irmãs e amigos, que permitem evidenciar seus turbulentos estados emocionais. Algumas das recompilações mais conhecidas são:
- El libro negro de Andres Caicedo (2008). Bogotá: Norma.
- El cuento de mi vida (2007). Bogotá: Norma.
- Noche sin fortuna / Antígona (2002). Bogotá: Norma.
- Ojo al cine (1999). Bogotá: Norma.
- Angelitos empantanados o historias para jovencitos / A propósito de Andrés Caicedo y su obra (1995). Bogotá: Norma.
- Recibiendo al nuevo alumno (1995). Cali: Editorial de la Facultad de Humanidades de la Universidad del Valle.
- Destinitos fatales (1984). Bogotá: Oveja Negra.
- Berenice / El atravesado / Maternidad / El Tiempo de la ciénaga (1978). Cali: Editorial Andes.

### Romances
- Viva a Música! (1977)
- Noche sin fortuna (inconclusa) (1976)
- La estatua del soldadito de plomo (inconclusa) (1967)

### Contos
- Pronto (1976)
- En las garras del crimen (1975)
- Maternidad (1974)
- El pretendiente (1972)
- El tiempo de la ciénaga (1972)
- El atravesado (1971)
- Destinitos fatales (1971)
- Calibanismo (1971)
- Patricialinda (1971)
- Antígona (1970)
- Berenice (1969)
- Lulita, ¿qué no quiere abrir la puerta? (1969)
- Felices amistades (1969)
- El espectador (1969)
- De arriba a abajo de izquierda a derecha (1969)
- Besacalles (1969)
- Vacíos (1969)
- Por eso yo regreso a mi ciudad (1969)
- Los mensajeros (1969)
- Los dientes de Caperucita (1969)
- Infección (1966)
- Calicalabozo (1966), compuesto por quince relatos entre los cuales destaca "Infección"
- El silencio (1964)

### Roteiros de cinema e teatro
- Un hombre bueno es difícil de encontrar (1972)
- El fin de las vacaciones (1967)
- Recibiendo al nuevo alumno (1967)
- El mar (1967)
- Los imbéciles están de testigos (1967)
- La piel del otro héroe (1967)
- Las curiosas conciencias (1966)